# کنه رشید عرب
کنه رشید عرب، روستایی از توابع بخش گهواره در شهرستان دالاهو استان کرمانشاه در ایران است.

## جمعیت
این روستا در دهستان گورانی قرار داشته و بر اساس سرشماری سال ۱۳۸۵ جمعیت آن (۹خانوار) ۳۸نفر
بوده است.